# 托隆河畔维利耶
托隆河畔维利耶（法語：Villiers-sur-Tholon，法語發音：[vilje syʁ tɔlɔ̃]）是法国勃艮第-弗朗什-孔泰大区约讷省的一个旧市镇，属于欧塞尔区。2017年1月1日，托隆河畔维利耶和相邻的另外3个市镇合并为新市镇蒙托隆。

## 地理
托隆河畔维利耶（47°53'18"N, 3°20'12"E）面积15.5 平方千米，位于法国勃艮第-弗朗什-孔泰大區约讷省，该省份为法国中北部内陆省份，西接卢瓦雷省，西北接塞纳-马恩省，南至涅夫勒省，东临科多尔省，东北与奥布省接壤。
与托隆河畔维利耶接壤的市镇（或旧市镇、城区）包括：沃尔格雷、托隆河畔阿扬、卢皮耶尔堡、拉迪兹、圣罗曼勒普勒、瑟南。
托隆河畔维利耶的时区为UTC+01:00、UTC+02:00（夏令时）。

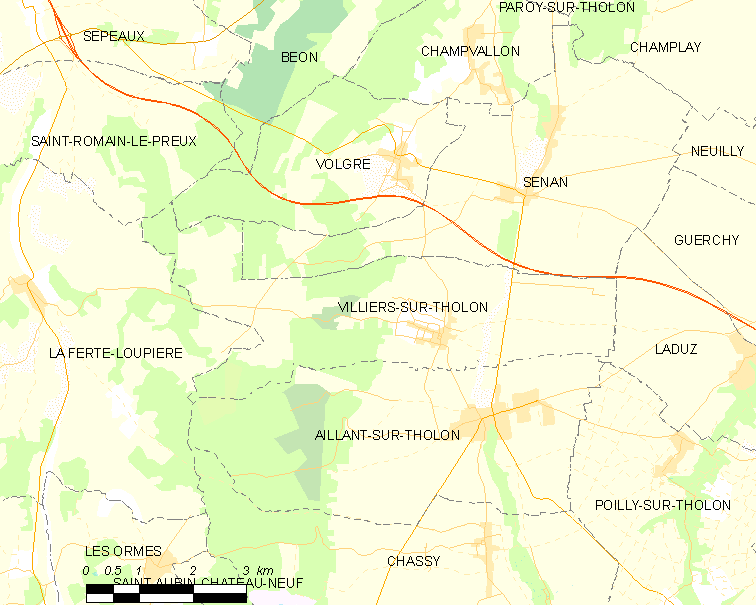
托隆河畔维利耶的OSM定位图

## 行政
托隆河畔维利耶的邮政编码为89110，INSEE市镇编码为89473。

## 政治
托隆河畔维利耶所属的省级选区为沙尔尼-奥雷德皮赛县。

## 人口

1962-2008年间托隆河畔维利耶人口变化图示

托隆河畔维利耶于2018年1月1日时的人口数量为465人。